# Cearense (Ceará állam) labdarúgó-bajnokság (első osztály)
Ceará állam labdarúgó bajnoksága, a Campeonato Cearense de Futebol, azaz a Cearense bajnokság, 1915-ben indult útjára.
A sorozat első körében, két - egyenként öt csapatot felvonultató - csoportra osztják a résztvevőket, akik két alkalommal mérkőznek meg egymással. Az, így kialakult táblázat első hat helyezettje a Hatos döntőben (Hexagonal final) két hármas csoportra szűkül, míg az utolsó négy az Alsó négyesben (Quadrangular do Descenso) folytatja, és szintén két mérkőzést játszanak a másik csapattal.
A Hatos döntő első két helyezettje ezután egyenes kieséses rendszerben dönti el a bajnoki cím sorsát. Az Alsó négyes utolsó helyezettjei, pedig a 2ª Divisão-ban folytatják a következő szezonban.
Az állami bajnokság győztese nem kvalifikálja magát az országos bajnokságba, viszont a CBF feljuttathat csapatokat.

## Története
Az első feljegyzések alapján 1903-ban a Fortalezában tevékenykedő angolok játéka ihlette meg a város lakosait és 1904. január 1-én meg is alapították Ceará állam és Fortaleza első labdarúgó csapatát, a Foot-Ball Club-ot.
Első mérkőzésükön az Angol csapat névre keresztelt britek 2-0 arányban győzedelmeskedtek, de az államban beindult a gépezet és sorra alakultak a csapatok. 1912-ben, Alcides Santos az állam egyik leghíresebb sportolója összefogott a már meglévő csapatokkal, hogy létrehozza a Liga Cearense de Futebolt, a Federação Cearense de Futebol elődjét.
A szervezet 1915-re elég erősnek bizonyult ahhoz, hogy megrendezze az első állami bajnokságot, amely 4 csapatot vonultatott fel (Maranguape FC, Rio Negro FC, Stella FBC és a Ceará SC). Az első bajnokságot a Ceará SC nyerte, miután 2-1-re győzték le a Stella FBC csapatát a Campo do Prado-ban, ami a mai Presidente Vargas helyén állt.

## Az eddigi győztesek
| Év   | Bajnok | Második                                 |
| ---- | --- | --------------------------------------- |
| 1915 | Ceará (1) (Fortaleza)                                                                                              |                                         |
| 1916 | Ceará (2) (Fortaleza)                                                                                              |                                         |
| 1917 | Ceará (3) (Fortaleza)                                                                                              |                                         |
| 1918 | Ceará (4) (Fortaleza)                                                                                              |                                         |
| 1919 | Ceará (5) (Fortaleza)                                                                                              |                                         |
| 1920 | Fortaleza (1) (Fortaleza)                                                                                          | Guarany (Fortaleza)                     |
| 1921 | Fortaleza (2) (Fortaleza)                                                                                          | Guarany (Fortaleza)                     |
| 1922 | Ceará (6) (Fortaleza)                                                                                              | Fortaleza (Fortaleza)                   |
| 1923 | Fortaleza (3) (Fortaleza)                                                                                          | América (Fortaleza)                     |
| 1924 | Fortaleza (4) (Fortaleza)                                                                                          | Ceará (Fortaleza)                       |
| 1925 | Ceará (7) (Fortaleza)                                                                                              | Fortaleza (Fortaleza)                   |
| 1926 | Fortaleza (5) (Fortaleza)                                                                                          | Guarany (Fortaleza)                     |
| 1927 | Fortaleza (6) (Fortaleza)                                                                                          | Fluminense (Fortaleza)                  |
| 1928 | Fortaleza (7) (Fortaleza)                                                                                          | Maguari (Fortaleza)                     |
| 1929 | Maguari (1) (Fortaleza)                                                                                            | Fortaleza (Fortaleza)                   |
| 1930 | Orion (1) (Fortaleza)                                                                                              | Maguari (Fortaleza)                     |
| 1931 | Ceará (8) (Fortaleza)                                                                                              | Maguari (Fortaleza)                     |
| 1932 | Ceará (9) (Fortaleza)                                                                                              | Orion (Fortaleza)                       |
| 1933 | Fortaleza (8) (Fortaleza)                                                                                          | Ceará (Fortaleza)                       |
| 1934 | Fortaleza (9) (Fortaleza)                                                                                          | América (Fortaleza)                     |
| 1935 | América (1) (Fortaleza)                                                                                            | Maguari (Fortaleza)                     |
| 1936 | Maguari (2) (Fortaleza)                                                                                            | Fortaleza (Fortaleza)                   |
| 1937 | Fortaleza (10) (Fortaleza)                                                                                         | Maguari (Fortaleza)                     |
| 1938 | Fortaleza (11) (Fortaleza)                                                                                         | Maguari (Fortaleza)                     |
| 1939 | Ceará (10) (Fortaleza)                                                                                             | Estrela do Mar (Fortaleza)              |
| 1940 | Tramways (1) (Fortaleza)                                                                                           | Ferroviário (Fortaleza)                 |
| 1941 | Ceará (11) (Fortaleza)                                                                                             | Fortaleza (Fortaleza)                   |
| 1942 | Ceará (12) (Fortaleza)                                                                                             | Ferroviário (Fortaleza)                 |
| 1943 | Maguari (3) (Fortaleza)                                                                                            | Ceará (Fortaleza)                       |
| 1944 | Maguari (4) (Fortaleza)                                                                                            | Fortaleza (Fortaleza)                   |
| 1945 | Ferroviário (1) (Fortaleza)                                                                                        | Maguari (Fortaleza)                     |
| 1946 | Fortaleza (12) (Fortaleza)                                                                                         | Ferroviário (Fortaleza)                 |
| 1947 | Fortaleza (13) (Fortaleza)                                                                                         | Ferroviário (Fortaleza)                 |
| 1948 | Ceará (13) (Fortaleza)                                                                                             | América (Fortaleza)                     |
| 1949 | Fortaleza (14) (Fortaleza)                                                                                         | Ferroviário (Fortaleza)                 |
| 1950 | Ferroviário (2) (Fortaleza)                                                                                        | Fortaleza (Fortaleza)                   |
| 1951 | Ceará (14) (Fortaleza)                                                                                             | Ferroviário (Fortaleza)                 |
| 1952 | Ferroviário (3) (Fortaleza)                                                                                        | Ceará (Fortaleza)                       |
| 1953 | Fortaleza (15) (Fortaleza)                                                                                         | Ferroviário (Fortaleza)                 |
| 1954 | Fortaleza (16) (Fortaleza)                                                                                         | América (Fortaleza)                     |
| 1955 | Calouros do Ar (1) (Fortaleza)                                                                                     | Ferroviário (Fortaleza)                 |
| 1956 | Gentilândia (1) (Fortaleza)                                                                                        | Usina Ceará (Fortaleza)                 |
| 1957 | Ceará (15) (Fortaleza)                                                                                             | Usina Ceará (Fortaleza)                 |
| 1958 | Ceará (16) (Fortaleza)                                                                                             | Fortaleza (Fortaleza)                   |
| 1959 | Fortaleza (17) (Fortaleza)                                                                                         | Ceará (Fortaleza)                       |
| 1960 | Fortaleza (18) (Fortaleza)                                                                                         | Ferroviário (Fortaleza)                 |
| 1961 | Ceará (17) (Fortaleza)                                                                                             | Usina Ceará (Fortaleza)                 |
| 1962 | Ceará (18) (Fortaleza)                                                                                             | Usina Ceará (Fortaleza)                 |
| 1963 | Ceará (19) (Fortaleza)                                                                                             | Ferroviário (Fortaleza)                 |
| 1964 | Fortaleza (19) (Fortaleza)                                                                                         | Ceará (Fortaleza)                       |
| 1965 | Fortaleza (20) (Fortaleza)                                                                                         | Ceará (Fortaleza)                       |
| 1966 | América (2) (Fortaleza)                                                                                            | Ceará (Fortaleza)                       |
| 1967 | Fortaleza (21) (Fortaleza)                                                                                         | Ferroviário (Fortaleza)                 |
| 1968 | Ferroviário (4) (Fortaleza)                                                                                        | Fortaleza (Fortaleza)                   |
| 1969 | Fortaleza (22) (Fortaleza)                                                                                         | Ceará (Fortaleza)                       |
| 1970 | Ferroviário (5) (Fortaleza)                                                                                        | Ceará (Fortaleza)                       |
| 1971 | Ceará (20) (Fortaleza)                                                                                             | Fortaleza (Fortaleza)                   |
| 1972 | Ceará (21) (Fortaleza)                                                                                             | Fortaleza (Fortaleza)                   |
| 1973 | Fortaleza (23) (Fortaleza)                                                                                         | Ceará (Fortaleza)                       |
| 1974 | Fortaleza (24) (Fortaleza)                                                                                         | Ceará (Fortaleza)                       |
| 1975 | Ceará (22) (Fortaleza)                                                                                             | Fortaleza (Fortaleza)                   |
| 1976 | Ceará (23) (Fortaleza)                                                                                             | Fortaleza (Fortaleza)                   |
| 1977 | Ceará (24) (Fortaleza)                                                                                             | Fortaleza (Fortaleza)                   |
| 1978 | Ceará (25) (Fortaleza)                                                                                             | Fortaleza (Fortaleza)                   |
| 1979 | Ferroviário (6) (Fortaleza)                                                                                        | Fortaleza (Fortaleza)                   |
| 1980 | Ceará (26) (Fortaleza)                                                                                             | Ferroviário (Fortaleza)                 |
| 1981 | Ceará (27) (Fortaleza)                                                                                             | Ferroviário (Fortaleza)                 |
| 1982 | Fortaleza (25) (Fortaleza)                                                                                         | Ferroviário (Fortaleza)                 |
| 1983 | Fortaleza (26) (Fortaleza)                                                                                         | Ferroviário (Fortaleza)                 |
| 1984 | Ceará (28) (Fortaleza)                                                                                             | Fortaleza (Fortaleza)                   |
| 1985 | Fortaleza (27) (Fortaleza)                                                                                         | Ceará (Fortaleza)                       |
| 1986 | Ceará (29) (Fortaleza)                                                                                             | Fortaleza (Fortaleza)                   |
| 1987 | Fortaleza (28) (Fortaleza)                                                                                         | Ceará (Fortaleza)                       |
| 1988 | Ferroviário (7) (Fortaleza)                                                                                        | Fortaleza (Fortaleza)                   |
| 1989 | Ceará (30) (Fortaleza)                                                                                             | Ferroviário (Fortaleza)                 |
| 1990 | Ceará (31) (Fortaleza)                                                                                             | Fortaleza (Fortaleza)                   |
| 1991 | Fortaleza (29) (Fortaleza)                                                                                         | Ceará (Fortaleza)                       |
| 1992 | Ceará (32) (Fortaleza) Fortaleza (30) (Fortaleza) Icasa Esporte (1) (Juazeiro do Norte) Tiradentes (1) (Fortaleza) |                                         |
| 1993 | Ceará (33) (Fortaleza)                                                                                             | Icasa (Juazeiro do Norte)               |
| 1994 | Ferroviário (8) (Fortaleza)                                                                                        | Ceará (Fortaleza)                       |
| 1995 | Ferroviário (9) (Fortaleza)                                                                                        | Icasa (Juazeiro do Norte)               |
| 1996 | Ceará (34) (Fortaleza)                                                                                             | Ferroviário (Fortaleza)                 |
| 1997 | Ceará (35) (Fortaleza)                                                                                             | Fortaleza (Fortaleza)                   |
| 1998 | Ceará (36) (Fortaleza)                                                                                             | Ferroviário (Fortaleza)                 |
| 1999 | Ceará (37) (Fortaleza)                                                                                             | Juazeiro (Juazeiro do Norte)            |
| 2000 | Fortaleza (31) (Fortaleza)                                                                                         | Ceará (Fortaleza)                       |
| 2001 | Fortaleza (32) (Fortaleza)                                                                                         | Ceará (Fortaleza)                       |
| 2002 | Ceará (38) (Fortaleza)                                                                                             | Fortaleza (Fortaleza)                   |
| 2003 | Fortaleza (33) (Fortaleza)                                                                                         | Ferroviário (Fortaleza)                 |
| 2004 | Fortaleza (34) (Fortaleza)                                                                                         | Ceará (Fortaleza)                       |
| 2005 | Fortaleza (35) (Fortaleza)                                                                                         | Icasa (Juazeiro do Norte)               |
| 2006 | Ceará (39) (Fortaleza)                                                                                             | Fortaleza (Fortaleza)                   |
| 2007 | Fortaleza (36) (Fortaleza)                                                                                         | Icasa (Juazeiro do Norte)               |
| 2008 | Fortaleza (37) (Fortaleza)                                                                                         | Icasa (Juazeiro do Norte)               |
| 2009 | Fortaleza (38) (Fortaleza)                                                                                         | Ceará (Fortaleza)                       |
| 2010 | Fortaleza (39) (Fortaleza)                                                                                         | Ceará (Fortaleza)                       |
| 2011 | Ceará (40) (Fortaleza)                                                                                             | Guarani de Juazeiro (Juazeiro do Norte) |
| 2012 | Ceará (41) (Fortaleza)                                                                                             | Fortaleza (Fortaleza)                   |
| 2013 | Ceará (42) (Fortaleza)                                                                                             | Guarany de Sobral (Sobral)              |
| 2014 | Ceará (43) (Fortaleza)                                                                                             | Fortaleza (Fortaleza)                   |
| 2015 | Fortaleza (40) (Fortaleza)                                                                                         | Ceará (Fortaleza)                       |
| 2016 | Fortaleza (41) (Fortaleza)                                                                                         | Uniclinic (Fortaleza)                   |
| 2017 | Ceará (44) (Fortaleza)                                                                                             | Ferroviário (Fortaleza)                 |
| 2018 | Ceará (45) (Fortaleza)                                                                                             | Fortaleza (Fortaleza)                   |
| 2019 | Fortaleza (42) (Fortaleza)                                                                                         | Ceará (Fortaleza)                       |
| 2020 | Fortaleza (43) (Fortaleza)                                                                                         | Ceará (Fortaleza)                       |
| 2021 | Fortaleza (44) (Fortaleza)                                                                                         | Ceará (Fortaleza)                       |
| 2022 | Fortaleza (45) (Fortaleza)                                                                                         | Caucaia (Caucaia)                       |
| 2023 | Fortaleza (44) (Fortaleza)                                                                                         | Ceará (Fortaleza)                       |
| 2024 | Ceará (46) (Fortaleza)                                                                                             | Fortaleza (Fortaleza)                   |
| 2025 | Ceará (46) (Fortaleza)                                                                                             | Fortaleza (Fortaleza)                   |

## Legsikeresebb csapatok
| Csapat         | Város             | Bajnok |
| -------------- | ----------------- | --- |
| Ceará          | Fortaleza         | 47 (1915, 1916, 1917, 1918, 1919, 1922, 1925, 1931, 1932, 1939, 1941, 1942, 1948, 1951, 1957, 1958, 1961, 1962, 1963, 1971, 1972, 1975, 1976, 1977, 1978, 1980, 1981, 1984, 1986, 1989, 1990, 1992, 1993, 1996, 1997, 1998, 1999, 2002, 2006, 2011, 2012, 2013, 2014, 2017, 2018, 2024, 2025) |
| Fortaleza      | Fortaleza         | 46 (1920, 1921, 1923, 1924, 1926, 1927, 1928, 1933, 1934, 1937, 1938, 1946, 1947, 1949, 1953, 1954, 1959, 1960, 1964, 1965, 1967, 1969, 1973, 1974, 1982, 1983, 1985, 1987, 1991, 1992, 2000, 2001, 2003, 2004, 2005, 2007, 2008, 2009, 2010, 2015, 2016, 2019, 2020, 2021, 2022 e 2023)      |
| Ferroviário    | Fortaleza         | 9 (1945, 1950, 1952, 1968, 1970, 1979, 1988, 1994, 1995) |
| Maguari        | Fortaleza         | 4 (1929, 1936, 1943, 1944) |
| América        | Fortaleza         | 2 (1935, 1966) |
| Icasa Esporte  | Juazeiro do Norte | 1 (1992) |
| Orion          | Fortaleza         | 1 (1930) |
| Calouros do Ar | Fortaleza         | 1 (1955) |
| Gentilândia    | Fortaleza         | 1 (1956) |
| Tiradentes     | Fortaleza         | 1 (1992) |
| Tramways       | Fortaleza         | 1 (1940) |